# Донская (Сочи)
Донска́я (Долина Прохладная) — микрорайон в Центральном районе города Сочи, Краснодарский край, Россия. Расположен в долине реки Хлудовский ручей, взятой в трубу, и поднимается по склонам горы Виноградной и Пасечной.

## Описание
Микрорайон расположен по обеим сторонам от главной транспортной артерии — улицы Донской.

## Этимология
Назван по имени главной улицы — Донская.

## История
В 1969 году в микрорайоне построен кинотеатр «Юбилейный».

## Улицы
Микрорайон состоит из сети следующих улиц — Донская (главная транспортная артерия), Чехова, Тимирязева, Пасечная, Подгорная; переулки Донской, Пасечный, Чехова, Строительный.

## Достопримечательности
- Храм Святых Веры, Надежды, Любови и матери их Софии на Донской
- Кинотеатр «Юбилейный»
- Сочинский мясокомбинат